# Telaga Asih
Telaga Asih is een bestuurslaag in het regentschap Bekasi van de provincie West-Java, Indonesië. Telaga Asih telt 31.906 inwoners (volkstelling 2010).